# Regiment

Grafische voorstelling van een infanterieregiment op een militaire kaart volgens de NAVO conventie

Een regiment is een militaire eenheid die verschillende betekenissen kan hebben.
In het Nederlandse en Britse leger is het regiment de administratieve organisatie die de tradities van een eenheid bewaart en niet zozeer een organieke gevechtseenheid. Een regiment kan bestaan uit één of meer bataljons. Het regiment bestaat van oudsher uit gevechtseenheden van dezelfde aard (infanterie, cavalerie, etc.) met enkele ondersteunende eenheden. Een regiment staat onder leiding van een kolonel. Bataljons van verschillende regimenten kunnen samengevoegd worden in gevechtseenheden zoals brigades of divisies.
Regimenten ontstonden midden 17e eeuw met de opkomst van vaste beroepslegers in plaats van legers van losse huurlingen.
In Nederland is met de oprichting van de Koninklijke Landmacht in eerste instantie voorbijgegaan aan de naam regiment. Gelijkvormige eenheden werden tot in de jaren 40 van de 19e eeuw aangeduid met afdelingen. Dit wijzigde in de naam regiment, met uitzondering van de artillerie. Zij is in groter verband georganiseerd in een korps en benut (tot heden) de naam afdeling voor een eenheid vergelijkbaar met een bataljon.
Het Britse leger is gebaseerd op een sterke regimentstraditie, waarbij veel belang wordt gehecht aan de geschiedenis en de tradities die bij dat regiment horen. Het oudste infanterieregiment in het Britse leger is The Royal Scots, in het Nederlandse leger is dat het Regiment Infanterie Johan Willem Friso (oprichting 1577).
In het Amerikaanse leger is een regiment een gevechtseenheid, ongeveer te vergelijken met een brigade in het Nederlandse of Britse leger.